# Huehuete
Huehuete, med  759 invånare i comarcan (2005), är en populär badort vid Stilla havet i sydvästra Nicaragua. Den ligger i kommunen Jinotepe i departementet Carazo.